# Caproni Ca.40
Il Caproni Ca.40 era un bombardiere pesante trimotore triplano sviluppato dall'azienda aeronautica italiana Caproni nei tardi anni dieci del XX secolo.
Designato Ca.4 dal Regio Esercito, il modello rappresentava una evoluzione della serie di trimotori a velatura biplana iniziata con il Ca.31.
Il Ca.40 venne impiegato dal Servizio Aeronautico del Regio Esercito prima e poi dalla Regia Marina durante la prima guerra mondiale così come i suoi successivi sviluppi, Ca.41 e Ca.42, questi ultimi impiegati anche dal Royal Naval Air Service (RNAS), l'aviazione di marina della Royal Navy (la marina militare britannica).

## Storia del progetto
Giovanni Battista "Gianni" Caproni, per aumentare il carico bellico dei suoi bombardieri biplani trimotori si dedicò alla progettazione di un velivolo più grande che manteneva la configurazione bitrave trimotore dei precedenti modelli accoppiandola con l'ala triplana. Il velivolo risultante aveva dimensioni nettamente superiori rispetto a quelle del Ca.33, la lunghezza ed altezza superavano di 2 metri quelle del biplano, mentre l'apertura alare era maggiore di 7 metri arrivando a 29,90. L'aereo era in realizzato in legno rivestito in tela, tranne le superfici di controllo con struttura metallica.
Manteneva anche la stessa tipologia di piano di coda monoplano, con le derive montate sopra lo stabilizzatore. Le 3 derive, collegate, erano interamente mobili, tranne quella centrale con il bordo d'attacco fisso.

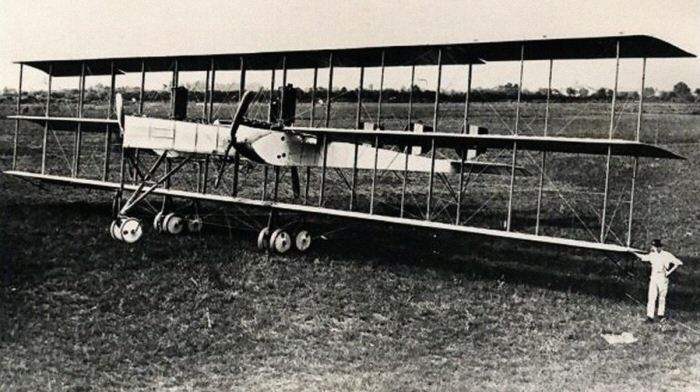
Ca.40, il prototipo

La carlinga centrale che conteneva il motore azionante un'elica spingente e le due fusoliere o travi di coda che alloggiavano ciascuna un motore azionante un'elica traente erano montate al di sotto dell'ala mediana.
Nella carlinga centrale si trovava l'alloggiamento per i due piloti, in posti affiancati o in tandem a seconda della versione. Nel caso di posti in tandem la postazione anteriore era quella per il pilota/mitragliere, mentre per i velivoli con piloti affiancati era anteposta una eventuale postazione anteriore per un mitragliere. Altri due mitraglieri rivolti all'indietro trovavano posto in ciascuna delle due travi di coda, subito dopo l'ala. In questa posizione poteva trovare accomodamento anche un motorista. L'armamento difensivo di base prevedeva da 2 a 4 mitragliatrici, ma in taluni casi arrivava fino ad 8. Le mitragliatrici erano in genere Fiat Mod. 14 tipo Aviazione da 6,5 o 7,7 mm.
Il carico di bombe che costituiva l'armamento offensivo era alloggiato in un particolare gondola contenitore montata sull'ala inferiore. Questo vano costituiva una specie di piccola fusoliera installata al di sotto della carlinga centrale, e in cui le bombe erano contenute internamente e/o esternamente. Non tutte le versioni disponevano di questo contenitore, dalle foto dell'epoca si osservano almeno 4 diversi allestimenti:
- Nessuna gondola, come nel Ca.40, probabilmente si trattava di versioni non destinate all'impiego operativo;
- Gondola alta e stretta, con circa 18-20 bombe agganciate esternamente e la possibilità di contenere circa 12 bombe internamente in posizione verticale
- Gondola più bassa senza attacchi esterni.
- Nessuna gondola, ma con attacchi sotto l'ala inferiore per consentire l'aggancio di un siluro o di una bomba di dimensioni maggiori.

Il primo prototipo, che volò nel luglio 1916 con ai comandi Emilio Pesnuti, disponeva di tre motori Isotta Fraschini ed adottava due posti di pilotaggio affiancati. Ne vennero realizzati altri 2 esemplari. Da questo derivò il Ca.41, che differiva per l'adozione di posti di pilotaggio in tandem, e l'assenza della coppia di ruote anteriori del carrello. Di questa serie ne vennero realizzati circa 40 esemplari, in maggioranza motorizzati con i Fiat A.12 da 210 CV ma vennero impiegati anche più potenti Isotta Fraschini da 270 CV.
Successivamente, nella versione con i più potenti motori Liberty da 400 CV si ritornò all'impiego di posti di pilotaggio affiancati e all'installazione di una coppia di ruote anteriori anticcappotamento. Di questa versione 6 esemplari prestarono servizio con il Royal Naval Air Service.
Nonostante quella che oggi appare una fragile struttura era un progetto avanzato per l'epoca. Capace di uno dei carichi di bombe maggior tra i bombardieri della prima guerra mondiale, era però penalizzato dalla velocità nelle versioni con i motori Fiat ed Isotta Fraschini, potendo esprimere tutte le sue potenzialità solo con i più potenti motori statunitensi Liberty.

## Impiego operativo
- Italia: Dopo il primo volo del Ca.40 nel luglio 1916, nell'agosto 1917 iniziarono le prime prove d'impiego dei Ca.41 con il Battaglione Aviatori, ma l'impiego operativo ebbe luogo a partire dal 19 febbraio 1918, con azioni contro l'impero austro-ungarico. Ad essere equipaggiate con il velivolo la 181ª Squadriglia e 182ª Squadriglia di stanza a Ghedi che poi si spostano all'Aeroporto di Poggio Renatico. Al termine del conflitto in Italia i grandi triplani vennero sostituiti in servizio dai Caproni Ca.36, ed alcuni esemplari furono convertiti come aerei di linea.
- Regno Unito: Nell'aprile 1918 vennero consegnati sei esemplari di Ca.42 al No. 227 Squadron RAF del Royal Naval Air Service britannico.
- Stati Uniti: Almeno tre esemplari di Ca.42 vennero trasferiti negli Stati Uniti per prove di valutazione. Gli Stati Uniti erano infatti interessati ad acquisire un lotto di triplani per equipaggiare il Northern Bombing Group di stanza in Belgio, ma la fine della guerra arrestò questo piano.

## Raid Roma-Tokyo
Un Caproni Ca.4 faceva parte della squadra originaria destinata ad effettuare il raid Roma-Tokyo, che verrà completata da solo due equipaggi degli Ansaldo S.V.A., quello di Ferrarin e Capannini e quello di Masiero e Maretto. Il Ca.4, con l'equipaggio costituito dalla coppia di piloti Abba e Guarrone e dalla coppia di motoristi Momo e Rossi, era uno dei quattro trimotori Caproni, gli altri, due biplani Ca.33 ed un Ca.5. I trimotori Caproni, più lenti, furono i primi velivoli a partire, nel periodo tra l'8 gennaio ed il 2 febbraio, ma ben presto saranno tutti costretti al ritiro. Lo stesso Giovanni Battista "Gianni" Caproni si era opposto all'uso dei suoi aerei per l'impresa, comprendendo che ben presto i grandi velivoli sarebbero stati messi a dura prova dall'operare su campi poco o nulla preparati e dalla impossibilità di effettuare una corretta manutenzione dei motori.

## Varianti e sviluppi
Nota: durante la prima guerra mondiale tutti questi velivoli erano designati Ca.4 dal Regio Esercito, mentre internamente alla ditta Caproni si distingueva tra i diversi modelli facendo riferimento alla potenza complessiva installata. Dopo la guerra Caproni adottò, retroattivamente, una nuova designazione univoca, qui adottata. 
- Ca.40: prototipo equipaggiato con tre motori Isotta Fraschini da 200 CV ciascuno. Tale motorizzazione si rivelò insufficiente.
- Ca.41: variante per la produzione di serie. Si differenziava dal prototipo per una fusoliera di diversa sezione, per l'assenza della coppia di ruote anteriori del carrello e per posti di pilotaggio in tandem. I motori installati erano in genere da 3 Fiat A.12 in linea da 210 CV. Pochi esemplari di questa serie montavano invece motori Isotta Fraschini da 250 CV. Questa serie era identificata all'interno della ditta come Caproni 750 hp.
- Ca.42: Variante con i più potenti motori Liberty L-12 da 400 CV. Manteneva la configurazione del Ca.41 con i posti di pilotaggio affiancati del Ca.40. La variante era identificata all'interno dell'azienda come Caproni 1.200 hp. 12 esemplari realizzati.
- Ca.43: Variante idrovolante realizzata in un unico esemplare.
- Ca.48: Alcuni dei Ca.42 dopo il conflitto furono convertiti come aerei di linea per 18-23 passeggeri.
- Ca.51: Prototipo in unico esemplare di una versione più grande della serie dei Ca.40. Adottava piani di coda biplani ed una barbetta di coda. Era equipaggiato da più potenti motori Fiat A.14 da 400 CV.
- Ca.52: Designazione dei 6 Ca.42 costruiti per il Royal Naval Air Service.
- Ca.58: Designazione dei Ca.48 rimotorizzati con i più potenti Fiat A.14 o Isotta Fraschini V.6.
- Ca.59: Designazione dei Ca.58 destinati all'esportazione.

### Esemplari prodotti
Il numero dei velivoli prodotti, sia come totale che per le singole versioni differisce a seconda delle pubblicazioni.
- 38 esemplari in tutte le versioni;
- 38 esemplari di Ca.40 e Ca.41;
- Ca.40 realizzato in unico prototipo, oppure in un prototipo e due esemplari di preserie.
- 6 o 12 o 23 esemplari di Ca.42;
- 32 esemplari di Ca.42 e 21 esemplari di tutte le altre versioni.

Talvolta, erroneamente, come Ca.42 sono indicate tutte le varianti del Ca.41.

## Curiosità
- Un esemplare di Ca.42 rimase conservato al Museo Caproni fino alla seconda guerra mondiale. Rimase distrutto durante l'occupazione della fabbrica, quando venne bruciato dagli operai.
- L'ala triplana dei velivoli della serie Ca.40 venne utilizzata per realizzare la complessa velatura del Caproni Ca.60 Transaereo un visionario progetto di idrovolante che non andò oltre un breve balzo il 4 marzo 1921. Questo idrovolante a scafo centrale presentava 3 gruppi di ali triplane in tandem montate sopra lo scafo.
- Nonostante le ragguardevoli dimensioni, il primato di più grande triplano a volare non appartiene né al Ca.42, né al Ca.51 (il più grande tra i modelli derivati), ma è detenuto dal Barling XNBL-1 un gigantesco bombardiere statunitense che volò per la prima volta nel 1923. Questo aereo esamotore, che non andò oltre la fase di prototipo, alla data del suo primo volo, con oltre 35 m di apertura alare era il più grande aereo del mondo. Occorre notare che l'ala mediana presentava una corda ed apertura inferiori rispetto alle ali superiori ed inferiori.